# 閔元植
閔 元植（びん げんしょく、ミン・ウォンシク、朝: 민원식、1886年7月12日-1921年2月17日）は、韓国朝鮮王朝と日本統治時代の朝鮮の官僚、ジャーナリスト、社会活動家である。1910年日韓併合条約の後、親日主義および日本の国の法律を守る合法活動内での自治権と参政権を主張した。高宗の純献皇貴妃厳氏の甥婿。号は正菴・蘭谷・韓東・養何。

## 生涯
京畿道楊平郡の出身である。彼は元の閔泳徽の息子で、遠い親戚である閔泳宇の養子なっていった。1904年高宗の純献皇貴妃の兄厳俊源の娘厳彩徳と結婚した。1905年大韓帝国警務庁総巡なったが、1年ぶりに辞職した。1906年以来、伊藤博文、長谷川好道などの後援で高速昇進した。1906年7月大韓帝国内務部書記に任命されたが、同月度支部主事に昇進した。8月伊藤博文の指導の下で、内務部の衛生課長に抜擢され、9月に内務部参書官に昇進した。1907年3月には6品承訓郞と4月に正3品通政大夫に昇進し、内務務部衛生局長兼広済院長、4月22日日本宮内府帝室会計審査委員となった。1910年1月1日時事新聞を創刊した。
1910年10月、朝鮮総督府中枢院副参議となって、韓日併合条約直後彼は参政権、自治権を要求する行為をした。1911年7月に京畿道陽地郡守、1914年3月に京畿道利川郡守、1915年から1917年7月までの兼職京畿道地方土地調査委員会臨時委員に委嘱され、1917年9月高陽郡守として赴任した。1919年の三・一運動に反対、批判し、毎日新報などにこれを批判する記事を連載した。1919年11月朝鮮総督府中枢院副参議に転職した。彼は三・一運動の暴力性を批判し、日本帝国の法律内での合法的な自治権獲得、参政権獲得運動を主張した。
1919年からは、彼は日本の衆議院、貴族院などに朝鮮人参政権を何度も請願し、1920年7月と11月、1921年1月から2月に日本東京を訪問し、日本の衆議院、貴族院、日本国内の知識人たちを相手に朝鮮人参政権に同意してくれることを要求した。彼は書家であり画家でも竹、蘭花、梅絵などをよく描いた。1921年2月16日、東京にある東京ステーションホテルに滞在中、木工に偽装して、訪れた梁槿煥の剣に腹部の額を刺されて東京帝国大学病院に運ばれたが、2月17日に出血過多で死亡した。梁槿煥は閔元植の朝鮮人参政権、自治権を許可主張を朝鮮人分離独立運動の妨害する行為として見て、襲撃したと言われている。

## 著書
- “朝鮮統治問題” (1920年)、葛生能久共著

## 作品
- 墨蘭圖
- 墨竹圖